# Afyonkarahisar
Afyonkarahisar (nom oficial) o amb el seu nom anterior, més curt i més comù Afyon, antigament Nicòpolis, és una ciutat de Turquia, capital de la província d'Afyonkarahisar.

## Situació, població i administració
Es troba a poc més de 1000 metres d'altitud, a la riba del Akar-čay afluent de l'Eber Golü i al cens del 2000 tenia 128.516 habitants. El seu nom vol dir "Castell negre de l'opi" (Afyon = opi; kara = negre, Hisar = castell), car aquesta planta creix a la rodalia i el vell castell està sobre una roca negra a 200 metres per damunt de la ciutat. El nom Afyon sol, fou corrent (però no oficial) fins que el parlament va imposar el nom complet el 2004.
La seva població el 1945 era de quasi 30.000 habitants, però va romandre estancada fins als anys seixanta (el 1950 encara no havia arribat als 30.000). El kada tenia 136.500 habitants, i el wilayat (1950) de 372.600 habitants. El wilayat tenia una superfície de 13.555 km².
Amb el nom de Kara Hisar-i Sahib fou capital d'un sandjak de l'eyalat d'Anatòlia (Anadolu) fins al 1864, i després la capital del vilayat de Khudawendigar; amb la república fou declarada capital del il o wilayat del mateix nom que la ciutat, antigament dividit en els kada (ilče) d'Afyon Kara Hisar, Bolwadin, Emir-dagh o Aziziyya, Sandikli i Shuhut.

## Història

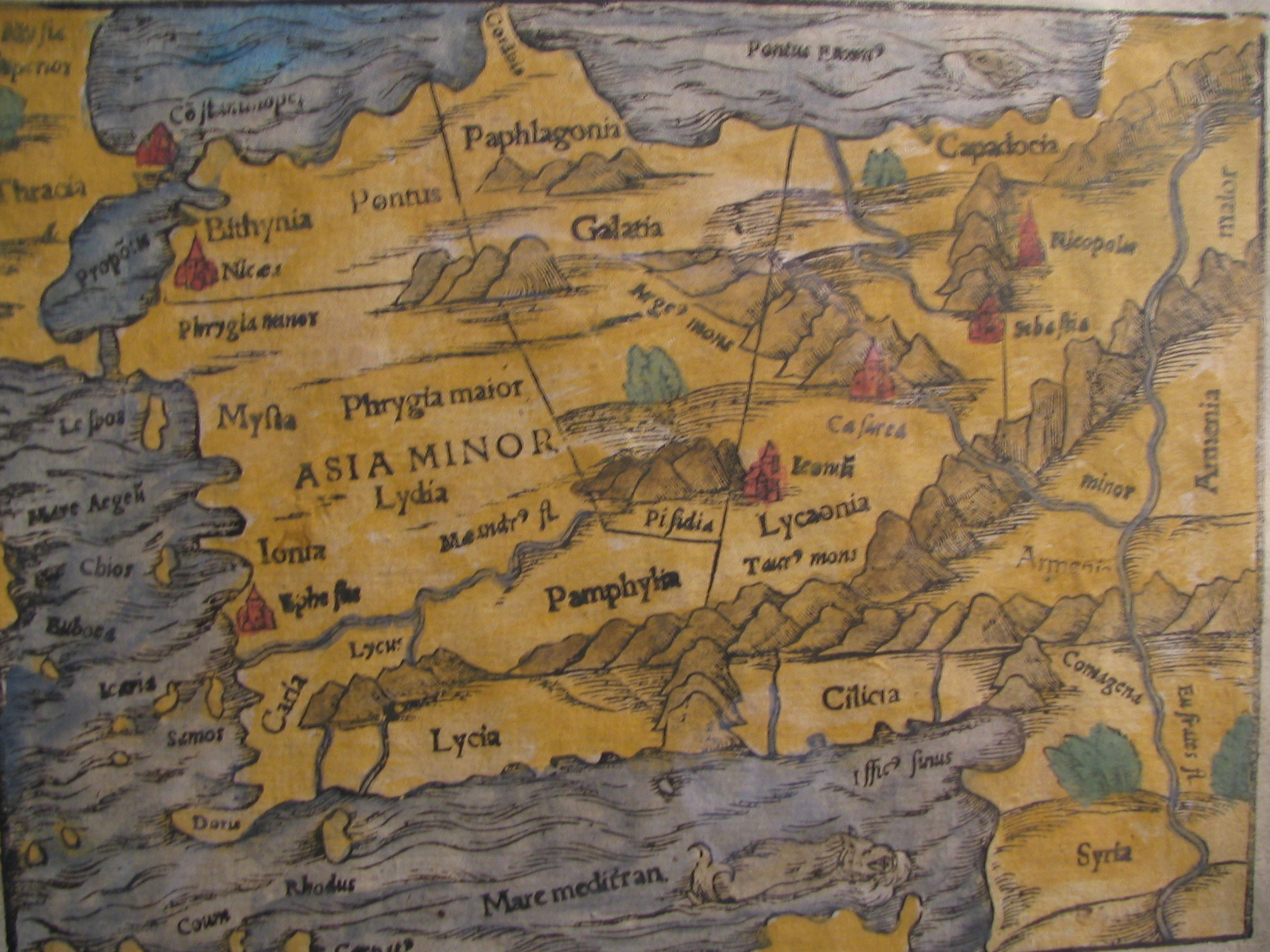
Foto d'un mapa del

La roca on s'alça la ciutat fou una fortalesa hitita anomenada Hapanuwa, i fou ocupada després pels frigis, lidis i perses, fins a la conquesta d'Alexandre el Gran. Fou després selèucida, de Pèrgam i romana. Es pensa que podria ser el castell romà d'Orient d'Acròinon. Lleó III Isàuric va derrotar prop d'aquest castell els àrabs el 740, i en la batalla d'Àcroinon va morir com un heroi Sayyid Battal. El castell i la ciutat al seu peu for rebatejada Nicòpolis (Ciutat de la Victòria).
Els seljúcides es van apoderar de gran part d'Anatòlia després de la seva victòria de Mantziciert del 1071 i van anomenar el castell i la vila com Kara Hissar (Castell Negre), però amb el seu nom de Nicòpolis va restar en mans dels romans d'Orient. Aleix I Comnè (emperador del 1081 al 1118) va negociar a aquesta ciutat amb el sultà seljúcida. Romania encara en mans romanes d'Orient vers el 1200, i probablement la van perdre en els primers anys del segle xiii, en tot cas abans del 1209 any en què una inscripció demostra que ja era turca.
El visir seljúcida Sahib Ata Fakhr al-Din (mort el 1288/1289) es va retirar a aquesta fortalesa amb els tresors, davant els karamànides. D'aquest visir la ciutat fou anomenada després Kara Hisar-i Sahib, nom que va conservar tot el període otomà. Els seus fills Tadj al-Din Husayn i Nusrat al-Din van rebre el territori en feu seljúcida el 1271 incloent Kütahya, Sandıklı, Ghurghurum i Ak Shehir i més tard Ladik (Laodicea) a la vora del Licos, i Khonas (antiga Chonae, moderna Honaz). El turcman Ali Beg es va apoderar de Ladik i Khonas el 1277 durant el conflicte de Djimri però després fou derrotat pel sultà seljúcida i mort en una batalla prop de Kara Hisar.
Posteriorment es perd la pista del que va passar i se suposa que els Sahib Oghlu es van sotmetre als Germiyan Oğlu i van acabar expropiats per aquests. Germiyan va esdevenir més tard vassall de l'emir de Bursa (otomà). Baiazet I va conquerir Germiyan el 1390, però fou restaurat per Tamerlà el 1402. El 1428/1429 Germiyan va caure definitivament en mans dels otomans i Kara Hisar i el seu territori van esdevenir un liwa o sandjak (districte) de l'eyalat d'Anadolu. Va conservar importància militar com a fortalesa de frontera amb l'emirat de Karaman. Això va durar fins a la conquesta d'aquest emirat.
Al segle xvii fou teatre de lluites entre paixes rivals a la revolta de Djelali el 1602, a la revolta de Baba Ömer, el 1631, i a la revolta d'Abaza Hasan Paixà el 1658.
El 1802 la fortalesa de Bek Baran Kalesa (un antic fortí romà d'Orient restaurat pels Germiyan Oghlu) va servir per a l'internament de soldats francesos fets presoners a Egipte. El 1833 la ciutat fou ocupada temporalment per Muhàmmad Alí Paixà d'Egipte. A la guerra del 1921-1923 entre Turquia i Grècia, fou ocupada dues vegades pels grecs, la primera el 28 de març del 1921, fins al 7 d'abril del mateix anys; la segona el 13 de juliol del 1922 i fins al 27 d'agost del mateix any. La vila va quedar força damnada però fou restaurada en els següents anys.

## Llocs d'interès

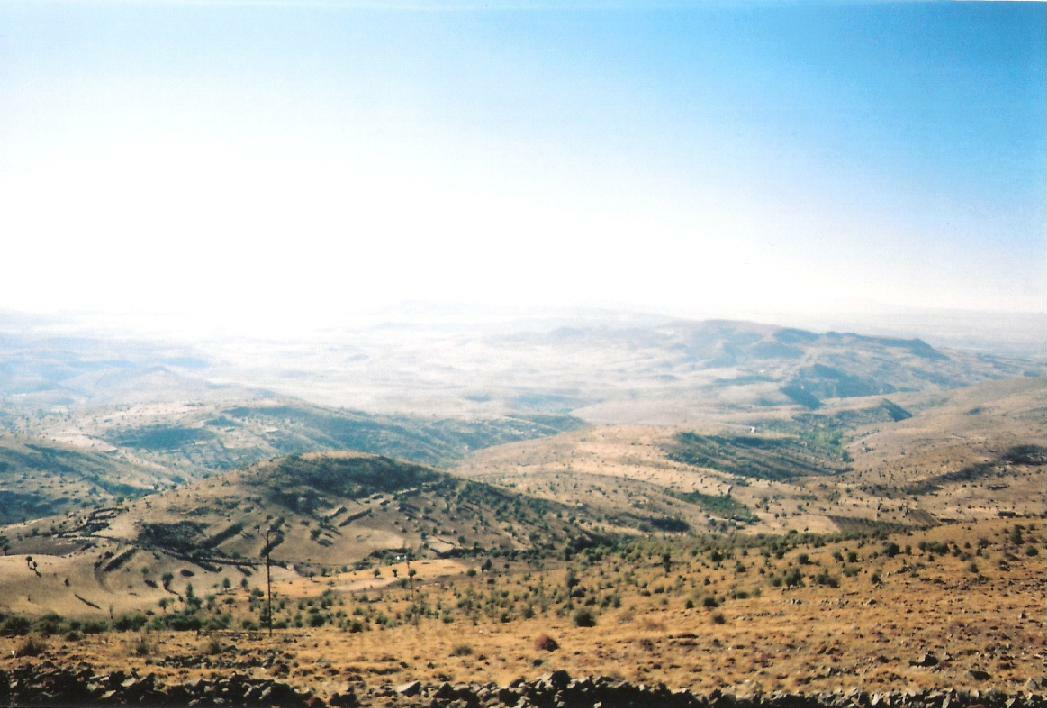
Rodalies d'Afyon

Monuments destacats de la ciutat a part del castell i la fortalesa esmentada són el Sahibler Turbesi, l'Ulu Djami de Khodja Beg i el mausoleu de Sultn Diwani; el pont Altigöz és seljúcida i fou construït al segle xiii; monument otomà principal és la mesquita d'Ahmed Gedik Pasha, amb la madrassa (avui dia museu), i la gran mesquita (Ulu Camii). Un monument modern és l'elefant blanc, símbol de la ciutat alemanya de Hamm, amb la qual està agermanada

## Economia
La comarca produïa abundant opi fins que la pressió als anys seixanta va obligar a cremar els camps i aturar la producció. Actualment segueix sent una ciutat principalment agrícola amb producció també de marbre blanc (355 pedreres a la província) i ciment. La ciutat disposa d'universitat (Afyon Kocatepe). Són particulars les salsitxes picants locals (sucuk) i les postres coneguts com a kaymak, una mena de crema, amb mel i altres presentacions. Hi ha també algunes fonts d'aigua mineral.

## Cuina
- Sucuk
- Etli pide (pide amb carn)
- Ağzı açık o bükme, pastissos amb formatge
- Keşkek - cereals i cigrons bullits amb carn
- Kaymak
- Delícies turques
- Helva

## Ciutats germanes
- Hamm ( Alemanya), des del 2006

## Personatges
- L'ex President de la República Ahmet Necdet Sezer.
- General İlker Başbuğ excomandant en cap de l'Exèrcit turc